# کوین بولی
کوین بولی (انگلیسی: Kévin Boli؛ زادهٔ ۲۱ ژوئن ۱۹۹۱) بازیکن فوتبال اهل ساحل عاج است که در پست مدافع میانی بازی می‌کند.

## دوران باشگاهی
از باشگاه‌هایی که بولی در آن بازی کرده است می‌توان به رویال اکسل موکرون، ویتورول کنستانتسا، صامسون‌اسپور، سدان، کلوژ رومانی ،  بوتوشانی اشاره کرد.
وی همچنین در تیم ملی فوتبال زیر ۲۰ سال ساحل عاج بازی کرده است.
کوین بولی در ژوئیه ۲۰۲۴ به باشگاه خیبر خرم آباد پیوست.